# Real Gone
Real Gone je studiové album Toma Waitse, vydané 3. října 2004 v Evropě a 5. října 2004 ve Spojených státech. Album vyšlo u vydavatelství ANTI-. Tom Waits toto album propagoval na turné Real Gone Tour.

## Seznam skladeb
Všechny skladby napsal(i) Tom Waits a Kathleen Brennan. 
| Pořadí         | Název                     | Délka |
| -------------- | ------------------------- | ----- |
| 1.             | Top of the Hill           | 4:55  |
| 2.             | Hoist That Rag            | 4:20  |
| 3.             | Sins of My Father         | 10:36 |
| 4.             | Shake It                  | 3:52  |
| 5.             | Don't Go into That Barn   | 5:22  |
| 6.             | How's It Gonna End        | 4:51  |
| 7.             | Metropolitan Glide        | 4:13  |
| 8.             | Dead and Lovely           | 5:40  |
| 9.             | Circus                    | 3:56  |
| 10.            | Trampled Rose             | 3:58  |
| 11.            | Green Grass               | 3:13  |
| 12.            | Baby Gonna Leave Me       | 4:29  |
| 13.            | Clang Boom Steam          | 0:46  |
| 14.            | Make It Rain              | 3:39  |
| 15.            | Day After Tomorrow        | 6:56  |
| 16.            | Chickaboom (hidden track) | 1:17  |
| Celková délka: | Celková délka:            | 71:52 |

## Sestava
- Tom Waits – zpěv, kytara, chamberlin, perkuse, třepačky
- Bryan Mantia – perkuse, tleskání
- Les Claypool – baskytara
- Harry Cody – kytara, banjo
- Mark Howard – zvony, tleskání
- Marc Ribot – kytara, banjo, cigar box banjo
- Larry Taylor – baskytara, kytara
- Casey Waits – bicí, perkuse, tleskání
- Trisha Wilson – tleskání